# La Courneuve Flash
Die La Courneuve Flash (frz. Flash de La Courneuve), im deutschsprachigen Raum auch als Paris Flash bekannt und gelistet, sind ein American-Football-Team aus La Courneuve bei Paris in Frankreich.

## Vereinsgeschichte
Gegründet wurde La Courneuve Flash im Jahre 1984. Der Spielbetrieb wurde 1985 in der zweiten französischen Liga aufgenommen. Seit 1986 spielt Flash ununterbrochen in der ersten Liga. In der Saison 1997 zog Flash erstmals in den Casque de Diamant, das Endspiel um die französische Meisterschaft, ein und gewann diesen gegen Aix-en-Provence Argonautes mit 45:28. Seit dieser Saison stand die Mannschaft aus La Courneuve immer im Halbfinale (Stand 2015). Zwischen 2005 und 2009 war Flash national das dominierende Team und gewann fünf Titel in Folge. Mit dem neunten Casque de Diamant im Jahr 2011 avancierte Flash zum französischen Rekordmeister.
International bekannt sind La Courneuve Flash unter anderem durch die mehrfache Teilnahme an der European Football League (EFL), in der sie 1998 erst im Eurobowl den Hamburg Blue Devils mit 19:38 unterlagen. Im Jahr 2006 hatte sich Flash durch einen 27:17-Erfolg gegen die Swarco Raiders Tirol im Halbfinale der EFL erneut für den Eurobowl qualifiziert und unterlag gegen die Dodge Vikings Vienna aus Wien mit 9:41. In der Saison 2009 gelang Flash der dritte und bislang letzte Einzug den Eurobowl. Durch eine 30:19-Niederlage gegen die Swarco Raiders Tirol endete auch der Eurobowl XXIII mit dem Vize-Titel.
Im Jahr 2015 nahm das Team an der Big6, dem höchsten europäischen Football-Vereinswettbewerb, teil, scheiterte jedoch in der Gruppenphase an den Swarco Raiders Tirol und an den New Yorker Lions aus Braunschweig.

## Erfolge
- Casque de Diamant (französische Meisterschaft)
  - Meister (12): 1997, 2000, 2003, 2005, 2006, 2007, 2008, 2009, 2011, 2017, 2018, 2022
  - Vize (6): 1998, 2001, 2002, 2010, 2013, 2024
- Central European Football League
  - Titel: 2023
- Eurobowl
  - Vize (3): 1998, 2006, 2009